# Citrogramma quadricornutum
Citrogramma quadricornutum är en tvåvingeart som beskrevs av John Richard Vockeroth 1969. Citrogramma quadricornutum ingår i släktet Citrogramma och familjen blomflugor. Inga underarter finns listade i Catalogue of Life.